# Achille Piccini
Achille Piccini (Carrara, 24 de outubro de 1911 – Carrara, 14 de fevereiro de 1995) foi um futebolista italiano que defendeu a seleção de seu país nos Jogos Olímpicos de Verão de 1936, em Berlim.